# 不丹皇家勳章
不丹皇家勳章（意為「雷龍之子」）是由不丹國王頒發的勳章，由吉格梅·多吉·旺楚克於1966年設立，並在2008年重新設計。

## 獎項
不丹皇家勳章頒予在社會經濟、宗教和政治方面為不丹的發展做出傑出貢獻的人。
該勳章除了不丹公民之外，也頒予外國公民。

### 標誌
該勳章由一個單一的等級組成，包括一個由衣領懸掛的頸部勳章和配套的微型勳章，裝在一個裝有「十字多吉」的箱子裡，箱子蓋上有金色的勳章名稱。
這枚65毫米的勳章由一個大的外環組成，外環上有銀色的交叉多吉，中間放著八片金色的蓮花瓣，裡面有一個紅色的琺瑯圓圈，圓圈內的黃色琺瑯上有一個金色的國王畫像。

## 著名獲獎者
- 威廉·麥基（英语：William Mackey (Jesuit)）
- 吉莫·廷禮，前任不丹首相
- 不丹王國政府衛生部
- 不丹皇家航空
- 巴沃邱寧多傑